# Максимівка (Вовчанський район)
Максимівка — колишнє село в Вовчанському районі Харківської області, підпорядковувалося Червоноармійській Першій сільській раді.
Зняте з обліку 1991 року.
Село знаходилося за 4 км від Шестерівки.